# Palaquium
Genre
Classification phylogénétique
Palaquium est un genre de plantes à fleurs de la famille des Sapotaceae. Ce sont des arbres.

## Liste d'espèces
- Palaquium amboinense Burck
- Palaquium burckii H. J. Lam
- Palaquium calophyllum (Teijsm. & Binn.) Pierre
- Palaquium gutta (Hook.) Baill.
- Palaquium hexandrum (Griff.) Baill.
- Palaquium leiocarpum Boerl.
- Palaquium luzoniense (Fern.-Vill.) S. Vidal
- Palaquium maingayi (C. B. Clarke) King & Gamble
- Palaquium oblongifolium (Burck) Burck (=* Palaquium gutta (Hook.) Baill.)
- Palaquium obovatum (Griff.) Engl.
- Palaquium philippense (Perr.) C. B. Rob.
- Palaquium polyandrum C. B. Rob.
- Palaquium ridleyi King & Gamble
- Palaquium rostratum (Miq.) Burck
- Palaquium stellatum King & Gamble

## Utilisation
Les espèces du genre Palaquium (plus particulièrement le Palaquium gutta) produisent le Gutta-percha, une gomme naturelle utilisée comme isolant électrique.